# Taman Safari Bali
Koordinaten: 8° 34′ 52″ S, 115° 20′ 39″ O
Die Taman Safari Bali, auch als Bali Safari and Marine Park oder Taman Safari III bezeichnet, ist die Kombination eines  Zoos, eines Safariparks und eines Vergnügungsparks. Die 2007 eröffneten Anlagen befinden sich auf der indonesischen Insel Bali. Denpasar liegt ca. 15 Kilometer entfernt im Südwesten. Der Betrieb wird von der Taman Safari Group geleitet, die außerdem die Taman Safari in Prigen sowie die Taman Safari in Bogor, die sich beide auf Java befinden verwaltet. Alle drei Safariparks sind Mitglied der Southeast Asian Zoo Association (SEAZA).

## Zoo und Safari
Die Taman Safari Bali zeigt rund 1000 Tiere in rund 100 Arten hauptsächlich aus Asien und Afrika. Ein Schwerpunkt liegt in der Ausstellung und Zucht von in Indonesien vorkommenden Arten, beispielsweise des Balistars (Leucopsar rothschildi). Es werden Säugetiere, Vögel und Reptilien gezeigt. Neben zu Fuß begehbaren Tierhäusern und entlang von Gehegen gibt es auch große Freianlagen in einem Safaripark, die mit von der Verwaltung gestellten Kraftfahrzeugen unter Führung von Anlagenpersonal durchfahren werden. Solche Touren werden außerdem in der Nacht als Night Safari angeboten. Dabei fahren die Besucher in geschlossenen Käfigfahrzeugen auch mitten durch die Tigeranlage.

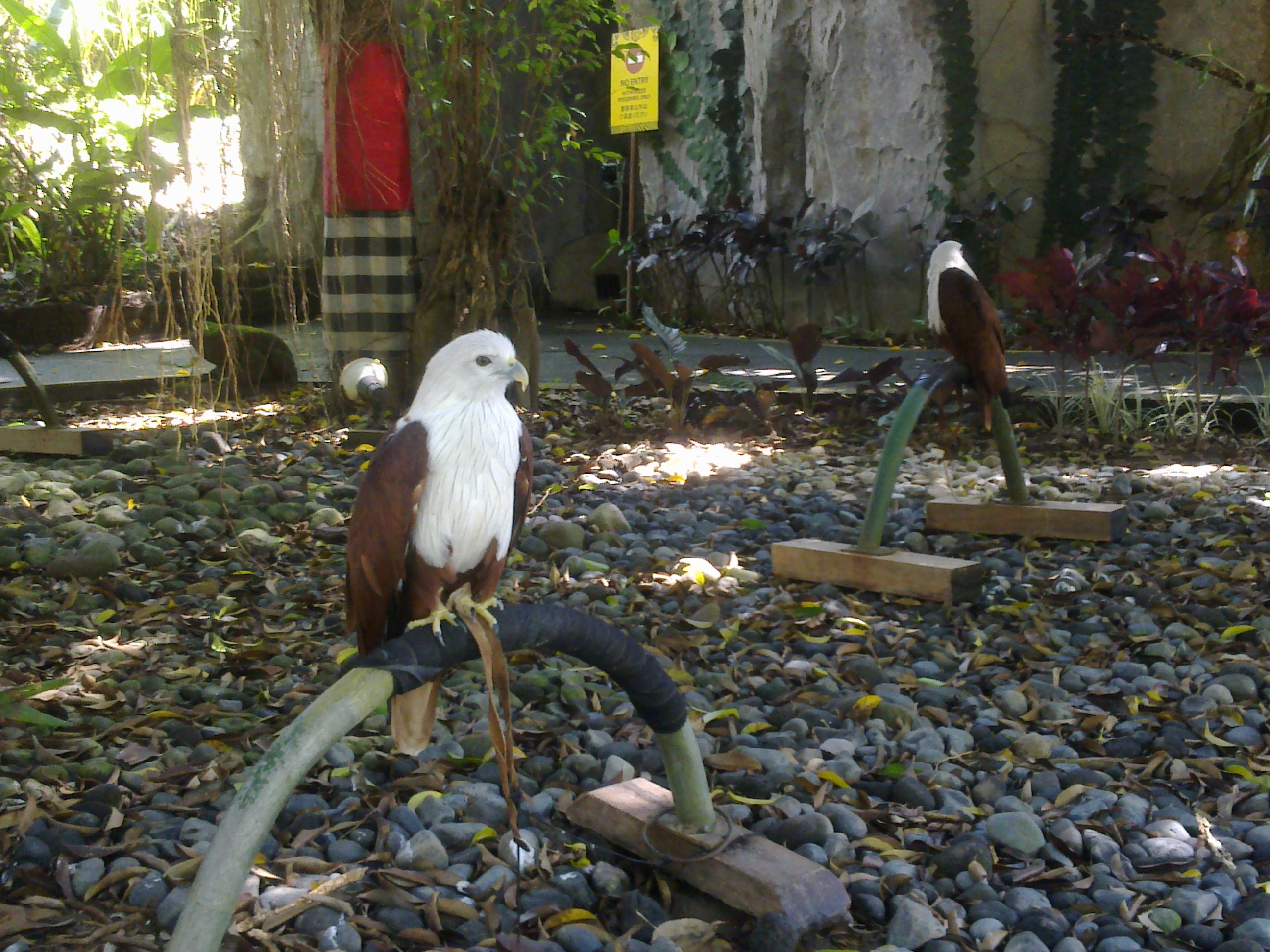
Brahmanenmilane
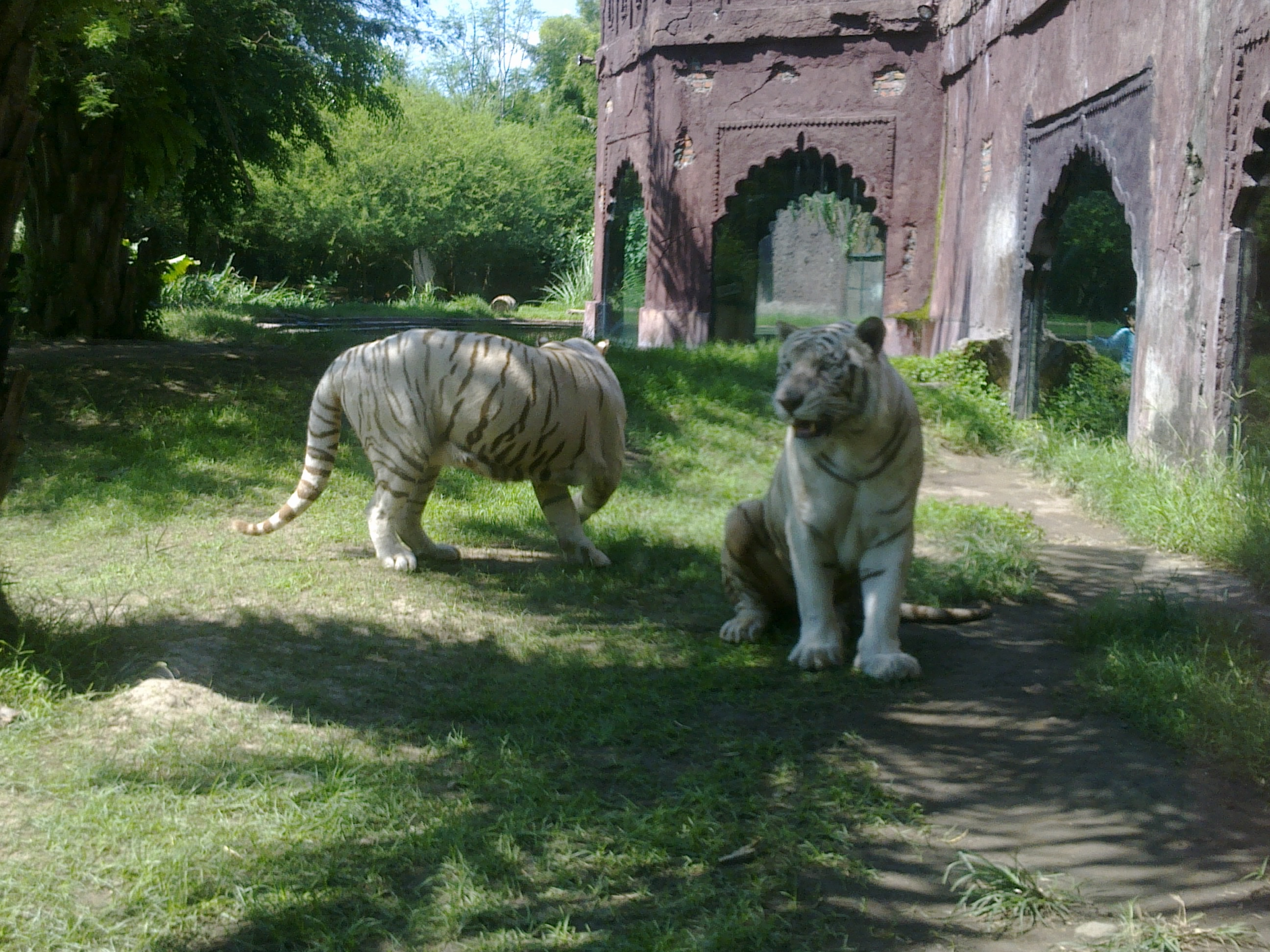
Weiße Tiger
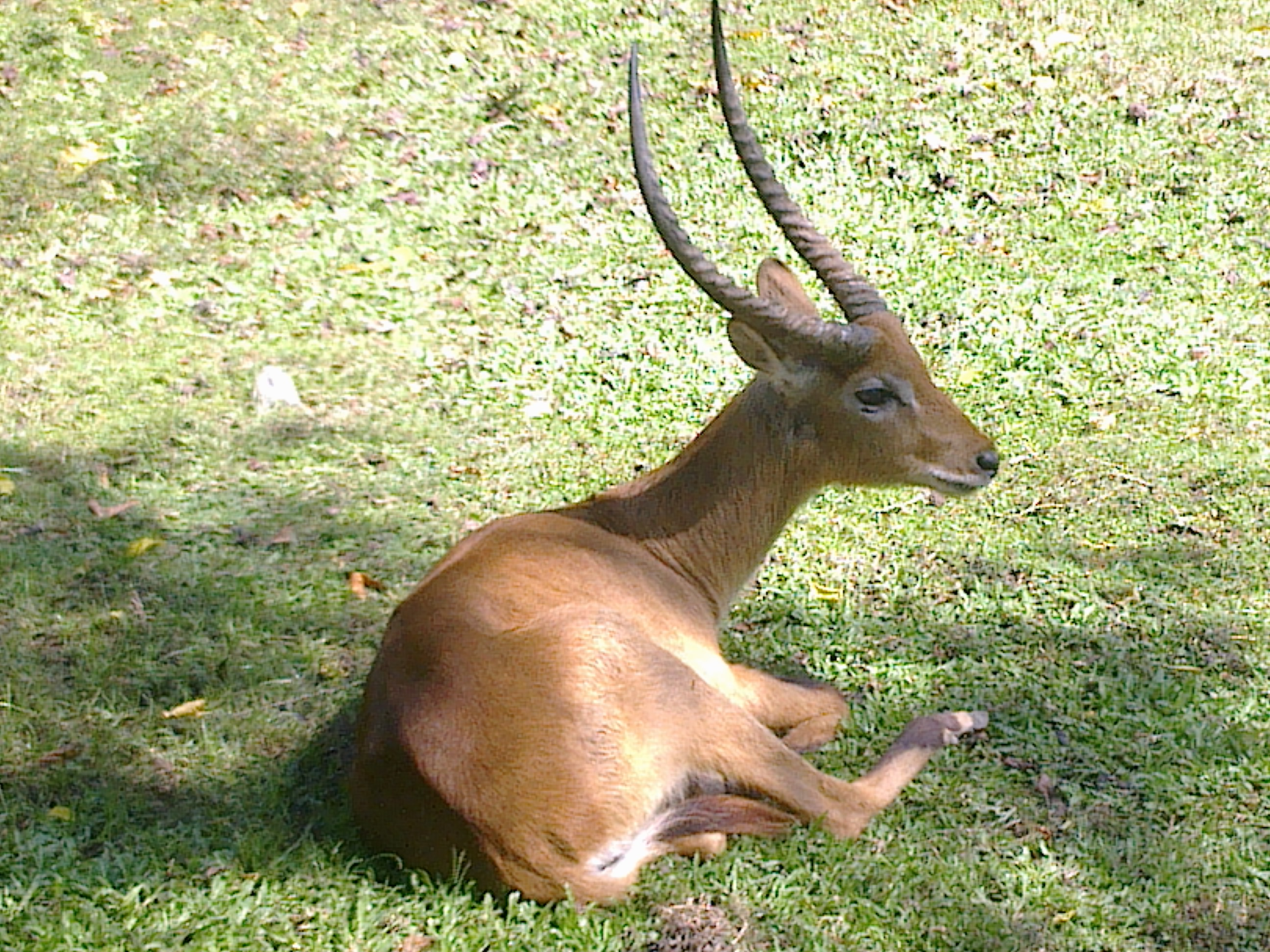
Letschwe
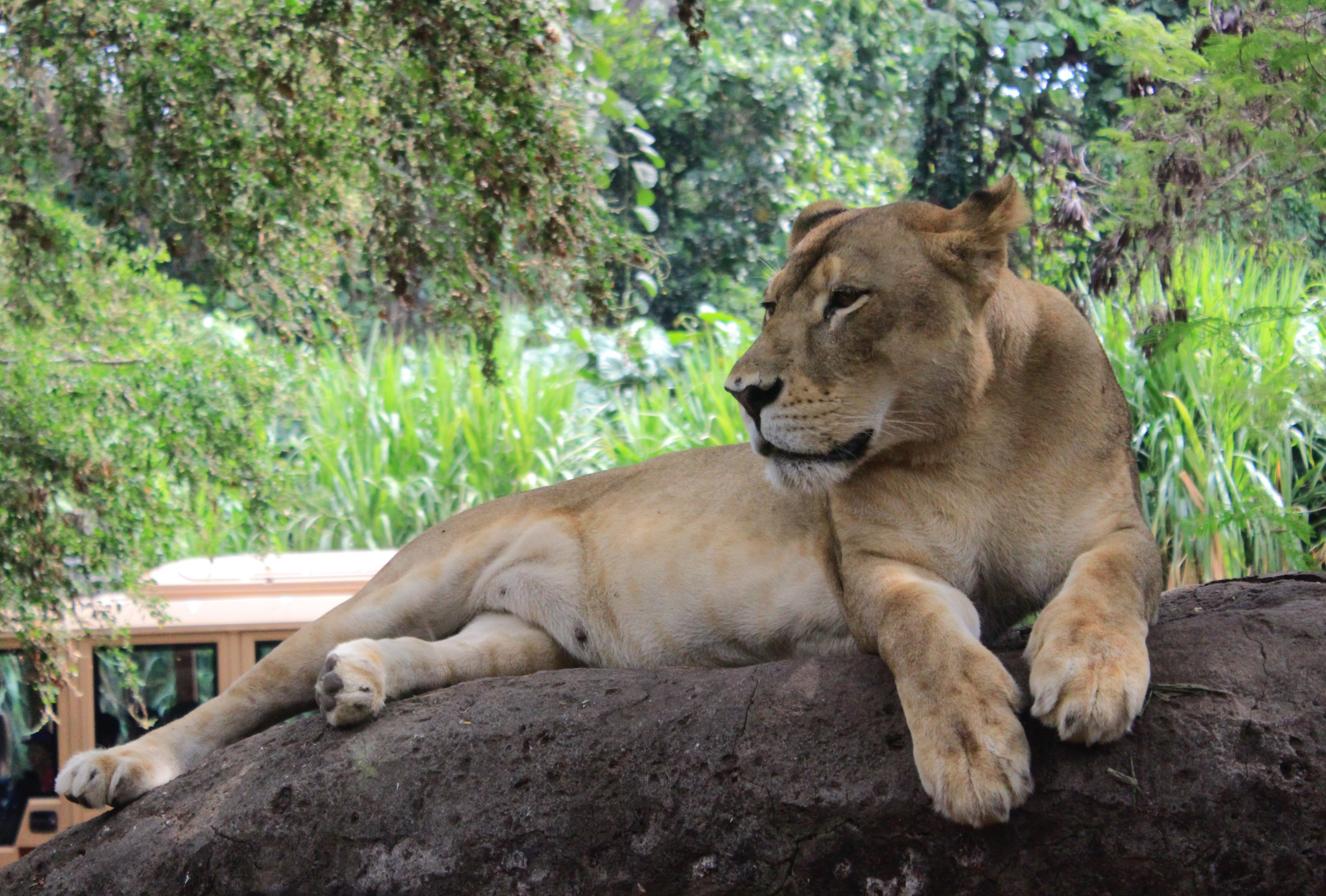
Löwin

## Kritik an der Tierhaltung
Der Tierschutzorganisation International Animal Welfare veröffentlichte die Ergebnisse ihrer Untersuchungen bezüglich der Bedingungen der Tierhaltung in Bali und bemängelte die eingeschränkte Bewegungsfreiheit einzelner Tiere, deren fehlende soziale Integration, die Hygiene in Gefangenschaft, die Ernährung der Tiere sowie die nicht angemessene tierärztliche Versorgung. Elefantenreiten und Selfies mit Orang-Utans oder Tigern belasten die Tiere außerdem.

## Vergnügungspark
Im Ostteil des Geländes befindet sich ein Vergnügungspark (Fun Zone) mit Karussells, Achterbahnen sowie einem Wasserpark mit Wasserrutschen. Im Park befindet sich auch eine Ganeshastatue sowie ein Amphitheater, in dem Vorführungen stattfinden, bei denen die Kultur Balis im Mittelpunkt steht.

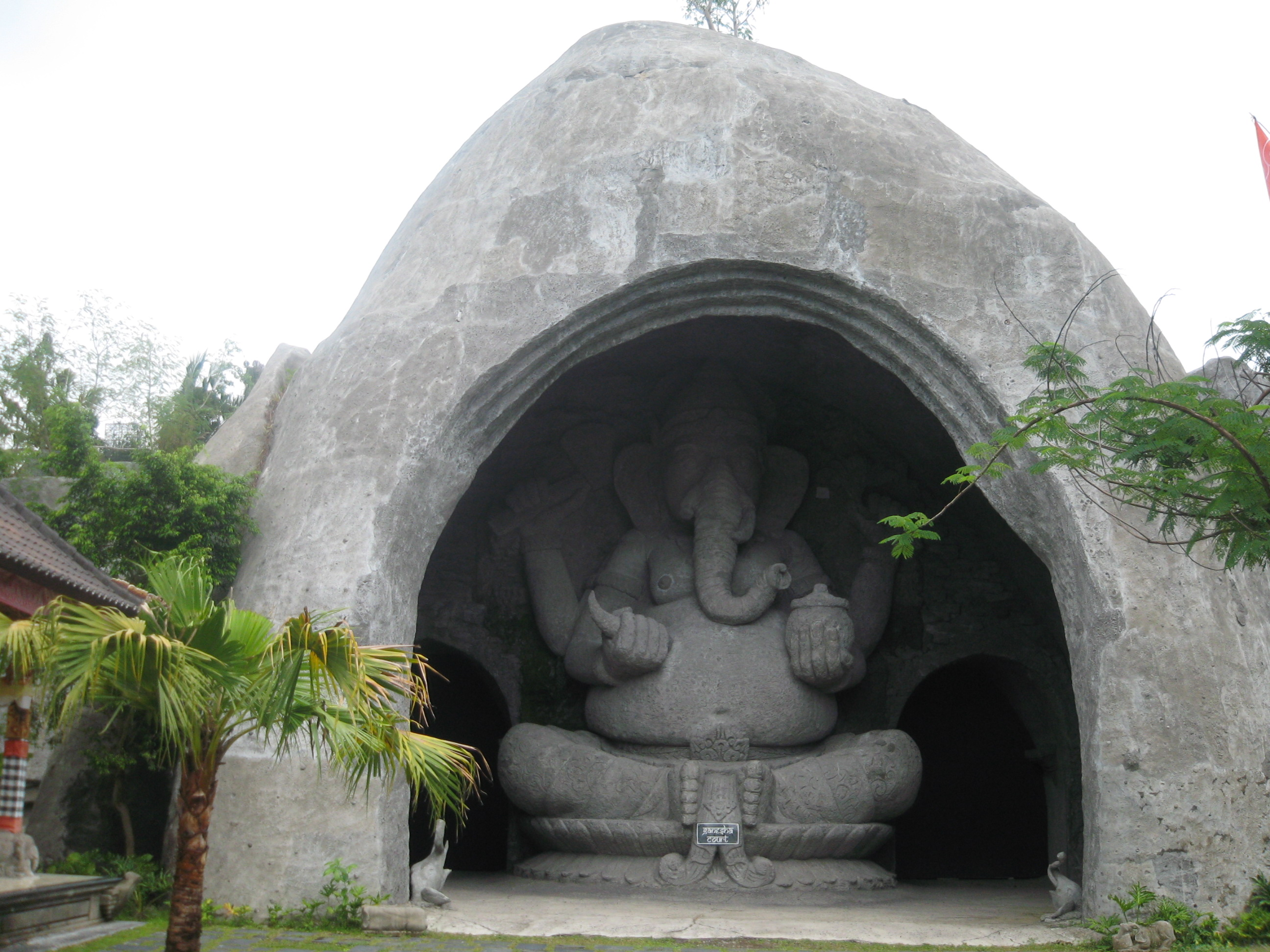
Ganeshastatue
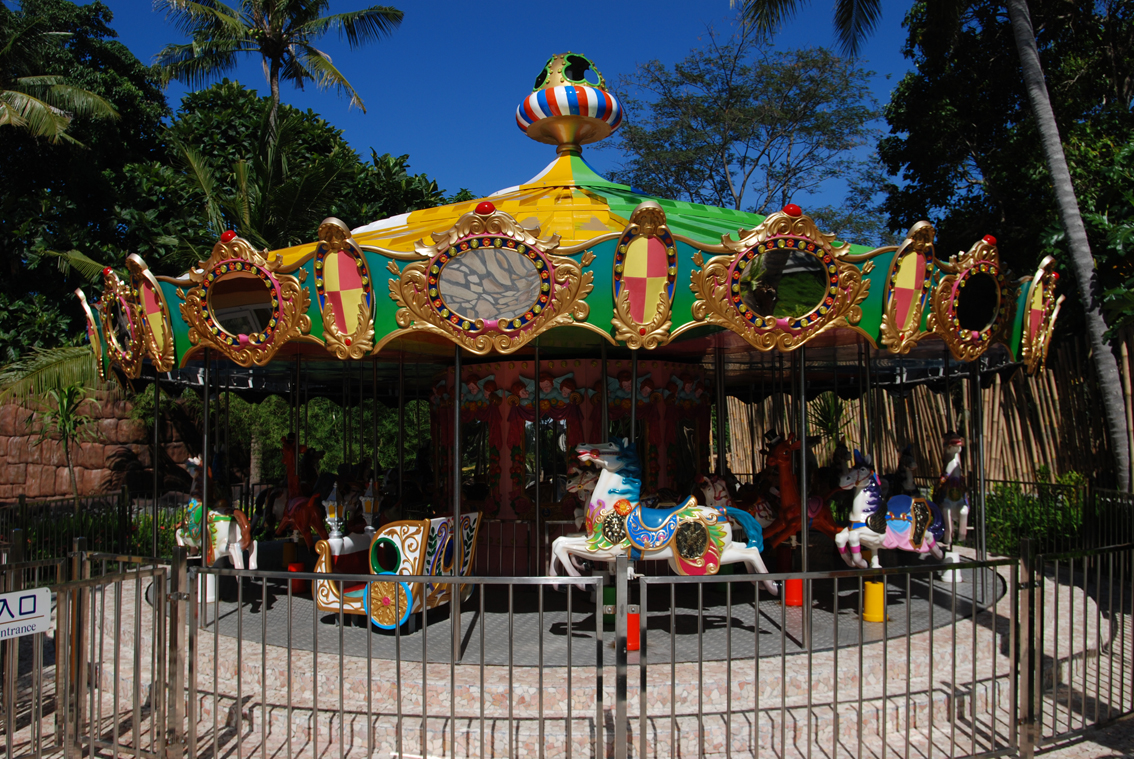
Karussell
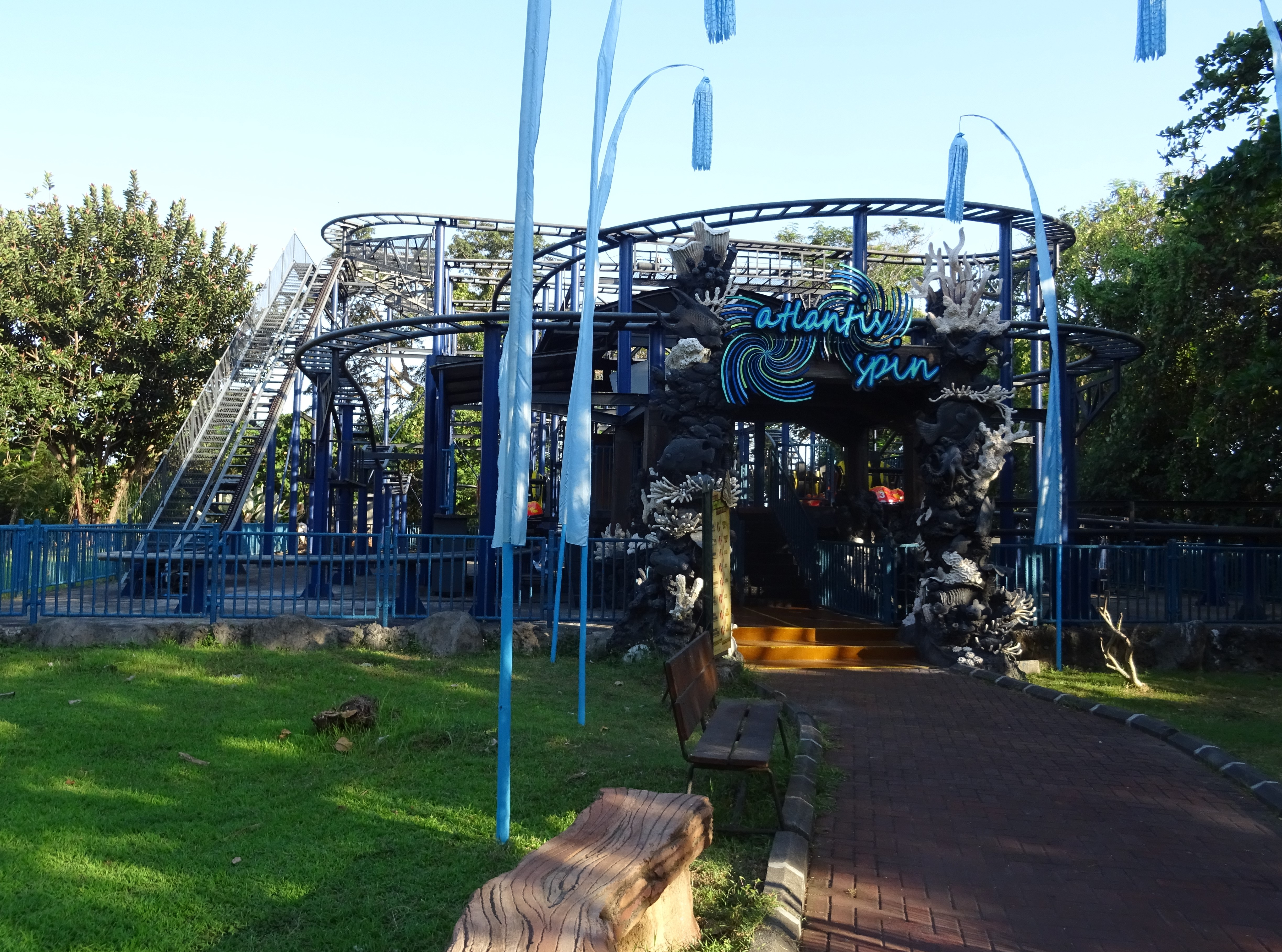
Achterbahn
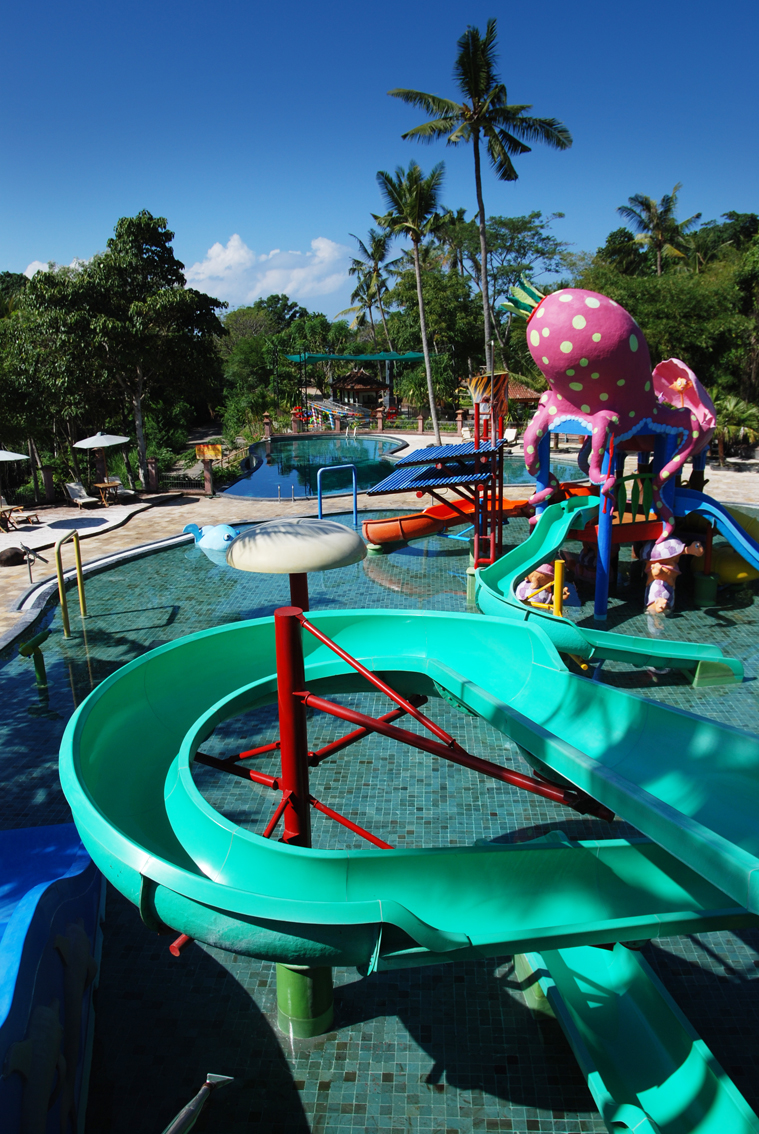
Wasserrutsche